# 塞尔希奥·奥诺弗雷·哈尔帕
塞尔希奥·奥诺弗雷·哈尔帕·雷耶斯（西班牙語：Sergio Onofre Jarpa Reyes，1921年3月8日—2020年4月19日），智利政治人物，曾在奥古斯托·皮诺切特军政府独裁时期出任内政部长。

## 生平
1921年生于倫戈，曾在智利大学学习农业。1950年代开始参与政治，最初活跃于农民劳动党青年翼，后加入国民行动党。1966年参与成立国民党，1968年至1973年担任党主席，是当时智利的反对党领袖。
1973年当选参议院议员，同年政变后在新政府从事外交工作，曾任驻联合国代表、驻哥伦比亚大使（1976年－1978年）、驻阿根廷大使（1978年－1983年）。1983年8月任内政部长。上任后即与基督教民主党、激进党、社会民主党、社会党和共和民主右派党组成的民主联盟的代表对话，以解决智利面临的政治、经济和社会的严重局势。这是智利军政府自1973年上台以来第一次同反对党举行对话。1985年12月成立国民劳动阵线，1987年并入民族革新。1990年至1994年再次担任参议院议员。1991年被智利地缘政治学会授予功绩奖章。1997年退休。
2020年4月19日因2019冠状病毒病逝世。